# Oswald Heidbrinck
Oswald Heidbrinck né  à Bordeaux le 16 octobre 1858 et mort  à Paris le 4 mars 1914 est un peintre, dessinateur, graveur et caricaturiste français.

## Biographie

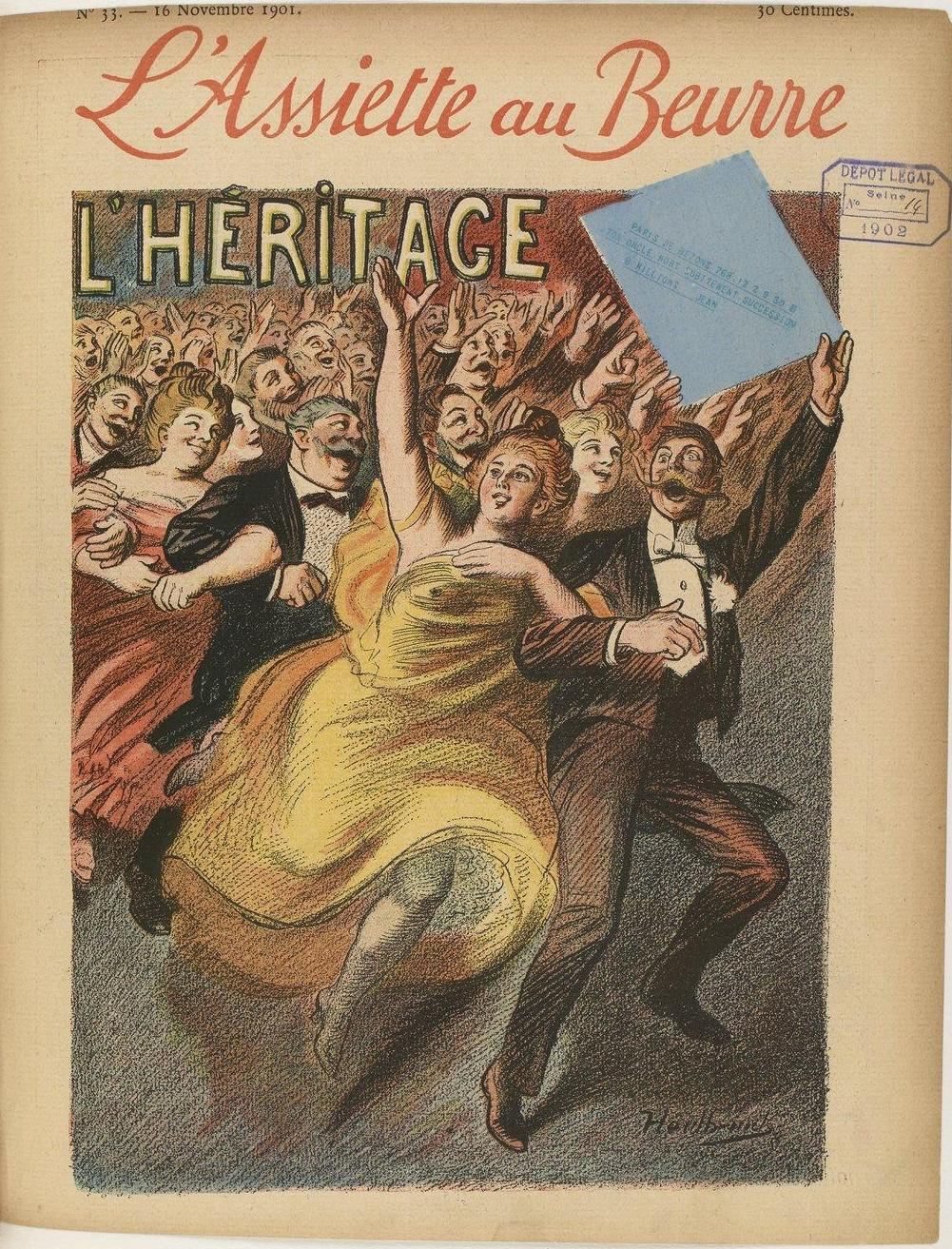
L'Assiette au beurre du 30 novembre 1901.

Peu de choses sont connues sur la vie de cet artiste, alors que sa production en termes de dessins et de gravures est assez importante : par exemple, plus de 200 pièces sont conservées à la Bibliothèque nationale de France.
Fils de mécanicien, Oswald-Pierre Heidbrinck, désireux de se consacrer à la peinture, aurait été pensionnaire dans sa jeunesse de l'école d'art de la Ville de Bordeaux après avoir remporté un concours et reçu vers 1882 une pension de 1 500 francs, laquelle lui aurait permis de se perfectionner auprès de maîtres à Paris à l'âge de 25 ans.
En 1885, il expose un portrait au Salon des artistes français ; il est dit alors élève de Jean-Léon Gérôme, Jules Lefebvre et Gustave Boulanger et réside au 83, boulevard de Clichy. Le 15 juin 1888, il fait partie du jury du « Bal des enfants » organisé par Le Courrier français, il est déguisé en académicien aux côtés de Jean-Louis Forain en gendarme, de Louis-Charles-Henri Pille (1868-1899) en garde-champêtre et Jean Lorrain en saint Jean-Baptiste. En 1892 puis en 1899, il expose au Salon national des beaux-arts : cette année-là dix dessins et six gravures (eaux-fortes et lithographies) dont un autoportrait ; on le mentionne habitant 13, rue Spontini.
Entre-temps, il commence à collaborer activement à différents périodiques illustrés tels que Le Chat noir, Le Courrier français, livrant des dessins que Félix Fénéon n'apprécie pas beaucoup, Le Rire, Le Mirliton, La Vie parisienne, Le Journal pour tous, Le Journal amusant, Le Pêle-Mêle, La Vie illustrée, La Galerie comique du Dix-Neuvième Siècle, Les Temps nouveaux de Jean Grave, L'Assiette au beurre (no 33, spécial « L'Héritage », 16 novembre 1901). En 1898, il illustre en partie le Dictionnaire bibliophilosophique d'Octave Uzanne.
Il fut un proche de Jacques Villon et d'Henri de Toulouse-Lautrec, en « chroniqueur-dessinateur de la vie montmartroise », témoin attentif de tous les acteurs du milieu.
Il travailla pour des maîtres verriers et illustra quelques ouvrages de haute tenue.

## Collections publiques
- La Roche-sur-Yon, musée municipal : fonds d'une douzaine de dessins, aquarelles et gravures[6].

## Livres illustrés
- Octave Uzanne (1887), Les quais de Paris. Étude physiologiques sur les bouquinistes et bouquineurs, Paris, Paris, avec Émile Mas, Ancienne Maison Quantin Librairies-Imprimeries Réunies, rééd. 1896.
- Albert Cim, Césarin. Histoire d'un vagabond, Paris, G. Boudet/Tallandier, 1897.
- Jean Lorrain, Âme d'automne, Paris, Fasquelle, 1898.
- Hugues Delorme, Quais et trottoirs, 13 lithographies en couleurs, Paris, imprimé pour les Cent Bibliophiles (no 2), Imprimerie de Chamerot et Renouard, 1898.
- Jean Grave, Les aventures de Nono…, Paris, P.-V. Stock, 1901[7].
- Oswald Heidbrinck, Le Panthéon universel, 13 planches en couleurs, Bordeaux, Imprimerie artistique, 1908.
- Charles Normand, Les Petits Cinq, Paris, Armand Colin, 1911.
- Ottolengui, Artistes ès crimes. Mœurs policières américaines, Paris, Félix Juven, s.d.
- Louis Gallet, Le Capitaine Satan, Paris, Juven, s.d.